# Szentesi VK
El Szentesi Vízilabda Klub es un club húngaro de waterpolo con sede en la ciudad de Szentes fundado en 1934.

## Palmarés
- 10 veces campeón de la Liga de Hungría de waterpolo femenino (1987, 1990, 1992, 1994-2000)
- 1 vez campeón de la copa de Europa de waterpolo femenino (1993)[2]